# Station Łodygowice
Station Łodygowice is een spoorwegstation in de Poolse plaats Łodygowice.